# Березова Балка
Берéзова Ба́лка — село в Україні, у Вільшанській селищній громаді Голованівського району Кіровоградської області. Населення становить 510 осіб (станом на 2001 рік). Село розташоване на заході Вільшанської селищної громади, за 5,1 кілометра від центру громади. Через село протікає річка Репетуха.

## Географія
Село Березова Балка лежить за 5,1 км на захід від центру громади, фізична відстань до Києва — 214,7 км.

## Населення
За даними перепису населення 2001 року у селі проживало 510 осіб. Рідною мовою назвали:
| Мова       | Кількість осіб | Відсоток |
| ---------- | -------------- | -------- |
| українська | 493            | 96,67 %  |
| російська  | 14             | 2,75 %   |
| молдовська | 3              | 0,59 %   |

## Політика
Голова сільської ради — Іванов Ігор Олександрович, 1964 року народження, вперше обраний у 2006 році. Інтереси громади представляють 14 депутатів сільської ради:
| Партія            | Кількість депутатів | Відсоток |
| ----------------- | ------------------- | -------- |
| «Народна партія»  | 10                  | 71,43 %  |
| «Партія регіонів» | 4                   | 28,57 %  |

## Освіта
- Березовобалківська загальноосвітня школа І–ІІІ ступеня імені Тараса Шевченка

## Культура
У 1988 році в селі було засновано музей.

## Відомі уродженці
Уродженцем села є Іщенко Олександр Володимирович (1972-2014) — солдат Збройних сил України, учасник російсько-української війни. У місцевій школі також навчався учасник II світової війни, Герой Радянського Союзу, Микола Топольников (1918–1988).